# Atractus nasutus
Atractus nasutus là một loài rắn trong họ Colubridae. Loài này được Passos, Fernandes & Lynch mô tả khoa học đầu tiên năm 2009. Loài này có thể được tìm thấy ở Colombia.